# Claudio Scajola

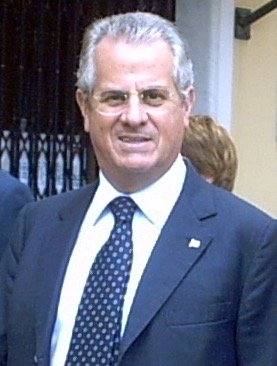
Claudio Scajola (2008)

Claudio Scajola (* 15. Januar 1948 in Imperia) ist ein italienischer Politiker (DC, FI, PdL). In Silvio Berlusconis zweitem und drittem Kabinett war er italienischer Innenminister (2001–2002), Sonderminister für die Umsetzung des Regierungsprogramms (2003–2005) und Minister für wirtschaftliche Produktivität (2005–2006). Von Mai 2008 bis Mai 2010 war er als Minister für wirtschaftliche Entwicklung Mitglied im vierten Kabinett von Berlusconi. Er war 1982–83 sowie 1990–95 und ist erneut seit Juni 2018 Bürgermeister seiner Heimatstadt Imperia.

## Politische Karriere
Scajola studierte Jura an der Universität Genua, brach sein Studium aber vorzeitig ab und arbeitete in der öffentlichen Verwaltung, in führenden Positionen bei der Nationalen Versicherungsanstalt für die kommunalen Angestellten (INADEL), später in der Krankenhausverwaltung von Costarainera und der lokalen Gesundheitsbehörde (USL) von Imperia.

### Kommunalpolitik
Schon seit seiner frühen Jugend engagierte er sich in der Jugendorganisation der Democrazia Cristiana bis hin in deren nationale Führungsebene. 1980 wurde er in den Stadtrat von Imperia und 1982 zum Bürgermeister der Stadt gewählt, musste sein Amt aber schon ein Jahr später wegen schwerwiegender Unstimmigkeiten bei der Vergabe von Bauaufträgen und laufender Ermittlungsverfahren gegen ihn abgeben. Nach seiner Freisprechung gelangte er 1990 erneut in das Amt des Bürgermeisters seiner Heimatstadt, wurde 1995 jedoch nicht mehr wiedergewählt.

### Abgeordneter und Minister unter Berlusconi

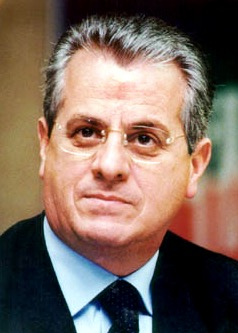
Scajola im Jahr 2001

1995 schloss er sich Berlusconis Partei Forza Italia an und wurde deren Koordinator in der Provinz Imperia. 1996 wurde er im Heimatwahlkreis erstmals für seine Partei in die Abgeordnetenkammer gewählt. Berlusconi beauftragte ihn mit der Ausarbeitung eines eigenständigen Parteistatuts und dem organisatorischen Aufbau der nationalen Führungsstruktur der Forza Italia. Auf dem ersten Parteitag wurde er 1998 zum nationalen Koordinator der Partei befördert.
In seine kurze Amtszeit als italienischer Innenminister (Juni 2001 bis Juli 2002) fiel die Austragung des G8-Gipfeltreffens in Genua (Juli 2001) und die damit verbundene Verantwortung für den harten Polizeieinsatz und die tragischen Ausschreitungen. Die Ermordung Marco Biagis, eines Sachverständigen der Berlusconi-Regierung, infolge des mehrfach angemahnten, doch nicht gewährleisteten Personenschutzes für Biagi, führte am 3. Juli 2002 zu Scajolas Rücktritt. Eine Rolle spielten hierbei auch Scajolas herablassende Bemerkungen.
Anschließend war Scajola vor allem als Wahlkampfleiter seiner Partei bei den Kommunalwahlen 2002 tätig und wurde bereits im August 2003 wieder ins Kabinett berufen als Minister für die Umsetzung des Regierungsprogramms. Bei der Regierungsumbildung im April 2005 wurde er mit dem Ministerium für wirtschaftliche Produktion (Attività Produttive) betraut, das er bis zum Machtwechsel im Mai 2006 leitete.
Als wiedergewählter Abgeordneter der Forza Italia übernahm er am 11. Juli 2006 den Vorsitz des parlamentarischen Ausschusses zur Kontrolle der Geheimdienste (Copaco). Nach Berlusconis Wahlsieg bei den Parlamentswahlen am 13. und 14. April 2008 wurde er am 8. Mai zum Minister für wirtschaftliche Entwicklung ernannt.

### Korruptionsskandal und erneut Bürgermeister
Nach einem Korruptionsskandal trat er am 4. Mai 2010 als Minister zurück. Der Abgeordnetenkammer gehörte er noch bis März 2013 an. Nach der Spaltung der PdL gehörte er wieder der Partei Forza Italia bei. Im Mai 2014 wurde Scajola verhaftet, weil er beschuldigt wird, dem 2013 zu fünf Jahren Gefängnis verurteilten Reeder und Politiker Amedeo Matacena bei der Flucht nach Dubai geholfen zu haben. 2015 verließ er Forza Italia und trat der Partito Radicale Transnazionale bei.
Zur Bürgermeisterwahl in Imperia 2018 trat er als Parteiloser an, der von drei Bürgerlisten unterstützt wurde. Er gewann in der Stichwahl mit 52 % gegen den Kandidaten des Mitte-rechts-Lagers.